# Xã Center, Quận Phelps, Nebraska
Xã Center (tiếng Anh: Center Township) là một xã thuộc quận Phelps, tiểu bang Nebraska, Hoa Kỳ. Năm 2010, dân số của xã này là 187 người.